# Programma Planetary Observer
Il Programma Planetary Observer è stato un programma di esplorazione spaziale del Sistema solare interno previsto dalla NASA.
Ideato nei primi anni ottanta, prevedeva la realizzazione di orbiter planetari a basso costo, adattando a tale scopo la tecnologia e i componenti dei satelliti sviluppati per l'osservazione della Terra e utilizzando i pannelli fotovoltaici per la generazione di energia elettrica. Il corpo delle sonde, inoltre, sarebbe derivato da una struttura base seriale. Della serie di missioni previste, ne fu costruita una sola, il Mars Observer, il cui fallimento condusse alla cancellazione del programma.

## Caratteristiche
Le sonde del Programma Planetary Observer avrebbero dovuto essere utilizzate prevalentemente per l'esplorazione dei pianeti del Sistema solare interno e della Luna. Esse avrebbero dovuto avere una struttura comune, basata su satelliti per l'osservazione della Terra dallo spazio. In particolare, avrebbero dovuto essere alimentate attraverso l'uso di pannelli fotovoltaici; avrebbero dovuto avere una serie standardizzata di strumenti scientifici; sarebbero dovute essere lanciate attraverso gli Space Shuttle. Lo sviluppo di questo programma di esplorazione avrebbe richiesto, inoltre, un consistente finanziamento a lungo termine.

## Criticità
Le principali criticità del Programma, che condussero in ultimo alla sua cancellazione, furono l'interruzione dei voli degli Space Shuttle in conseguenza del disastro dello Space Shuttle Challenger e la deviazione di fondi verso il programma di esplorazione umana dello spazio che ne conseguì; le difficoltà impreviste nel riadattare satelliti per l'osservazione della Terra a missioni nello spazio profondo; le complesse interazioni tra la comunità scientifica, il Jet Propulsion Laboratory e la NASA emerse durante lo sviluppo della prima missione della serie, il Mars Observer (sulle quali torneremo più diffusamente in seguito); la competizione con il Programma per l'esplorazione di Marte, lanciato durante la presidenza di George Bush padre.

## Storia
Dopo le grandi missioni spaziali dal costo di svariati miliardi di dollari degli anni settanta, la NASA stava cercando negli anni ottanta soluzioni nuove e più economiche da implementare nei decenni successi. Nel 1983, il Solar System Exploration Committee delineò la politica di esplorazione scientifica del Sistema solare per la NASA e propose l'istituzione di due programmi: il Programma Planetary Observer, per missioni dal costo inferiore a 150 milioni di dollari, e il Mariner Mark II, per missioni più importanti, dal costo compreso tra 300 e 500 milioni di dollari.
Selezionò inoltre quattro missioni ritenute particolarmente significative, raccomandandone la realizzazione negli anni seguenti: un orbiter venusiano che utilizzando tecnologia radar potesse mappare la superficie del pianeta (Magellano); un orbiter marziano; una missione per il rendezvous con una cometa e il sorvolo di un asteroide (Comet Rendezvous and Asteroid Flyby, CRAF); una sonda per l'esplorazione di Titano con tecnologia radar (Cassini). Delle quattro, le ultime due furono inquadrate nella classe di missioni del Programma Mariner Mark II; nello sviluppo dell'orbiter venusiano sarebbero state implementate quelle raccomandazioni per la riduzione dei costi che avrebbero dovuto successivamente caratterizzare il Programma Observer, pur non essendo la sonda direttamente sviluppata nell'ambito di tale programma; l'orbiter marziano, invece, sarebbe stato il prototipo delle nuove Planetary Observer.
Nel 1985 fu approvato lo sviluppo del Mars Observer, il cui lancio fu inizialmente previsto per il 1990. Il costo stimato per la missione fu di 292,5 milioni di dollari. La NASA assegnò al Jet Propulsion Laboratory (JPL) l'incarico della nuova missione, sebbene il JPL avesse poca o nessuna esperienza con missioni di piccola taglia; mentre la Radio Corporation of America Astro-Electronics (successivamente General Electric Astro Space Division) vinse la gara d'appalto per lo sviluppo del corpo della sonda (o bus). Il 28 gennaio 1986 avvenne, tuttavia, l'incidente che condusse alla perdita dello Space Shuttle Challenger e del suo equipaggio. Ciò comportò lo spostamento di parte dei fondi per l'esplorazione scientifica dello spazio al settore dell'esplorazione umana, oltre all'interruzione dei voli degli Space Shuttle. Tutte le missioni scientifiche della NASA accumularono ritardi in questa circostanza e anche il lancio del Mars Observer slittò al 1992.
Il 20 luglio 1989 il Presidente degli Stati Uniti George H. W. Bush, in un discorso nell'anniversario dell'allunaggio dell'Apollo 11, annunciò l'intenzione di ritornare con un equipaggio umano sulla Luna quale tappa per una successiva missione alla volta di Marte. Conseguenza di questo proposito fu un'ulteriore deviazione di fondi della NASA verso l'esplorazione umana dello spazio e il lancio di un "Programma di esplorazione di Marte" (Mars Exploration Program), nell'ottica del quale la missione del Mars Observer assumeva un nuovo significato e una nuova importanza. Le voci critiche sembrano tuttavia concordare nel ritenere che il JPL mancò di cogliere questo cambiamento.
Nonostante la NASA avesse annunciato un Lunar Observer nel 1989, aveva meno fondi da destinare alla costruzione e lancio del Mars Observer e di conseguenza decise di avviare con il JPL una politica dei riduzione dei costi a breve termine, che si rivelò tuttavia fallimentare a lungo termine. Per sottoporre all'esame del Congresso richieste di finanziamento che risultassero limitate anno per anno, scelse infatti di rinviare e procrastinare missioni quali il Mars Observer, causando tuttavia un progressivo incremento del costo della fase di sviluppo. La missione era inoltre la prima diretta verso Marte dopo una lunga interruzione, né le difficoltà di bilancio permisero di implementare quella frequenza nello sviluppo di nuove missioni sottintesa nell'ideazione di un programma economico quale intendeva essere il Planetary Observer. Così, la repressa comunità scientifica, più che sviluppare una serie standardizzata di strumenti, cercò di aumentare quanto più possibile il carico utile della missione. Conseguenza di ciò fu lo sviluppo di una serie di strumenti tecnologicamente poco maturi - quindi più costosi del previsto, più pesanti e più esigenti in termini di fabbisogno energetico.
(McCurdy, Howard E., p. 6, 2005)
La missione fu lanciata il 25 settembre del 1992 e andò perduta ormai prossima all'inserzione in orbita marziana, probabilmente a causa dello scoppio di uno dei tubi del carburante. Al momento dell'incidente la missione aveva raggiunto un costo di 959 milioni di dollari. Conseguenza di ciò fu un generale discredito sulla possibilità di realizzare missioni spaziali a basso costo, che, sommato alle difficoltà economiche cui andò incontro la NASA nel biennio 1992-1993, condusse alla cancellazione del Programma.

## Prospetto

### Mars Observer
Il Mars Observer era una sonda spaziale destinata a studiare la geologia e il clima di Marte. Prima della prevista serie di missioni Programma Planetary Observer fu lanciata dalla NASA il 25 settembre 1992. I contatti con la sonda andarono perduti il 21 agosto 1993, tre giorni prima della prevista inserzione in orbita attorno a Marte. Ogni tentativo per ristabilire le comunicazioni con la sonda risultò senza successo.
Fu l'unica missione del Programma Planetary Observer a essere costruita e lanciata. La serie di otto strumenti sviluppati per la sonda sarà in seguito riutilizzata per le missioni destinate all'esplorazione di Marte nell'ambito del Programma Discovery.

### Lunar Observer
Il Lunar Observer avrebbe dovuto essere il primo passo del ritorno statunitense sulla Luna. La missione avrebbe dovuta essere lanciata nel 1997 ed essere composta da due satelliti: una sonda principale, che avrebbe condotto osservazioni scientifiche da un'orbita polare con un apoasse che avrebbe potuto raggiungere i 50 km dalla superficie, e un satellite secondario, utilizzato per condurre misure del campo gravitazionale lunare, che sarebbe stato rilasciato su di un'orbita polare di 200 km dalla sonda madre. Il costo della missione era stato stimato essere compreso tra 500 e 700 milioni di dollari. Anche l'Unione Sovietica si era detta interessata a collaborare con gli Stati Uniti alla realizzazione della missione.
Il Presidente Bush padre nel sottoporre il bilancio della NASA all'analisi del Congresso nel 1991, suggerì l'adozione di un primo finanziamento di 188 milioni di dollari per attività connesse a un ritorno alla Luna, incluso il Lunar Observer. Tuttavia, la missione non ottenne il finanziamento sperato.

### Mercury Observer
Fu infine proposta la realizzazione di un Mercury Observer, con lancio previsto nel 1997.